# Élection du président de la Confédération suisse de 2019
L'élection du président de la Confédération suisse de 2019, est un scrutin au suffrage indirect visant à élire le président de la Confédération suisse pour l'année 2020.
Le 11 décembre 2019, par 186 voix sur 200 valables, Simonetta Sommaruga est réélue par l'Assemblée fédérale.

## Élection

### Procédure électorale
Le président de la Confédération est élu par l'Assemblée fédérale, réunissant le Conseil national et le Conseil des États, parmi les membres du Conseil fédéral le deuxième mercredi de la session d'hiver.
Son mandat dure un an et correspond à l'année civile (du 1er janvier au 31 décembre). Il n'est pas immédiatement rééligible, y compris à la vice-présidence du Conseil fédéral, mais peut remplir plusieurs mandats non successifs,.

### Résultats
Simonetta Sommaruga reprend les rênes de la Confédération en 2020, cinq ans après sa première présidence. Elle est élue avec 186 voix sur 200 bulletins valables.